# Bijela (samhälle)
Bijela är ett samhälle i Bosnien och Hercegovina.   Det ligger i entiteten Federationen Bosnien och Hercegovina, i den centrala delen av landet, 40 kilometer sydväst om huvudstaden Sarajevo. Bijela ligger 446 meter över havet och antalet invånare är 3 484.
Terrängen runt Bijela är bergig åt sydväst, men åt nordost är den kuperad. Bijela ligger nere i en dal.Närmaste större samhälle är Konjic, 4,8 kilometer norr om Bijela. 
Omgivningarna runt Bijela är en mosaik av jordbruksmark och naturlig växtlighet. Runt Bijela är det ganska tätbefolkat, med 93 invånare per kvadratkilometer.